# Michail Nikolajewitsch Grünewaldt
Michail Nikolajewitsch Grünewaldt (russisch Михаил Николаевич Гринвальд; * um 1795 im Gouvernement St. Petersburg; † 1875) war ein russischer Schiffbauer deutsch-baltischer Herkunft.

## Leben
Grünewaldt begann im September 1816 das Studium an der St. Petersburger Linienschiff-Technik-Schule, das er im Mai 1821 mit Verleihung des Titels Zimmerer der 14. Rangklasse abschloss. Darauf arbeitete er auf der St. Petersburger Ochta-Werft an der Mündung der Ochta in die Newa, wo sich vor der Gründung St. Petersburgs die schwedische Festung Nyenschanz befunden hatte.
Im Juni 1822 wurde Grünewaldt zum St. Petersburger Marine-Kadettenkorps abkommandiert, um Höhere Mathematik und Schiffbau-Theorie zu lehren. Im Mai 1824 wurde er in Anerkennung seiner ausgezeichneten Lehrtätigkeit zum Gouvernementssekretär (12. Rangklasse) befördert. Im März 1827 wurde er Podporutschik des 1826 gegründeten Linienschiff-Ingenieurskorps. 1828 folgte die Ernennung zum Porutschik. 1828–1830 nahm er an dem vom Linienschiff-Meister Alexander Popow geleiteten Bau der Linienschiffe Poltawa und Emgeiten und der schwimmenden Batterie Ne tron menja (Berühr mich nicht) teil. Im Januar 1830 wurde er zum Stabskapitän und im September 1830 zum Kapitän befördert. Nach der Fertigstellung der Schiffe lehrte er Mechanik und Schiffbau-Theorie in den Offiziersklassen des Marinekorps.
Grünewaldt war 1832–1835 in England und den Niederlanden abkommandiert, um den Linienschiffbau in diesen Ländern kennenzulernen und den Bau der für Russland bestellten Dampfschiffe zu beobachten. Im April 1835 wurde er zum Oberstleutnant befördert. Er baute 1835–1836 auf der St. Petersburger Admiralitätswerft nach eigenen Projekten die erste russische Raddampfer-Fregatte Bogatyr mit 240 PS und zwei Dampfschiffe mit jeweils 60 PS. Im Mai 1837 wurde er Zeichensaal-Chef des Linienschiffbaurechnungskomitees. Er baute ein Transportschiff und zwei 44-Kanonen-Fregatten. 1838 erhielt er den Auftrag für den Bau einer Ruderyacht für den 11-jährigen Großfürsten Konstantin, wofür er im Dezember 1839 einen Brillantring erhielt.
Im September 1840 wurde er erneut nach England geschickt, um Informationen über den Bau der neuen Dampfkriegsschiffe zu sammeln. Im Mai 1841 wurde er Mitglied des Komitees für Methoden der Fäulnisabwehr von Linienschiffen. 1842–1844 war er wieder in England, um die Herstellung von zwei 400-PS-Dampfmaschinen für zwei russische Fregatten  und den Bau von drei Eisendampfschiffen für das Kaspische Meer zu beobachten. 1844 wurde er zm Oberst befördert. 1846–1847 führte er einen Schiffbau-Theorie-Kurs für Großfürst Konstantin durch, wofür er einen Brillantring erhielt. Im Januar 1848 wurde er ständiges Mitglied des Wissenschaftlichen Marinekomitees mit Aufgabe seiner bisherigen Ämter.
Im Januar 1847 hatte Grünewaldt in der Neuen Admiralität ein 84-Kanonen-Linienschiff auf Kiel gelegt, das er dann  baute und im April 1851 von Stapel laufen ließ. Es folgte die Beförderung zum Generalmajor. In Kronstadt überwachte er die Überholung mit Umbau zweier 74-Kanonen-Schrauben-Linienschiffe. 1852 wurde er Mitglied  des Dampfschiff-Komitees. Im Dezember 1854 wurde Grünewaldt Direktor des Linienschiffbau-Departements des Marine-Ministeriums. Im Februar 1855 wurde er zum Vorsitzenden des Dampfschiff-Komitees ernannt. Im April 1858 ging er als Generalleutnant in den Ruhestand.
Grünewaldt war mit  Alina Jakowlewna geborene Brun de Sainte-Catherine (1816–1898), Tochter des Linienschiff-Meisters Generalleutnant Jacques Balthazar Brun de Sainte-Catherine, verheiratet, mit der er den Sohn Pawel und die Tochter Marija bekam. Alinas Schwester Adelaida (1820–1862) war Schwägerin des Schriftstellers Michail Saltykow-Schtschedrin, der in seinen Briefen Alina Schwesterchen nannte. Pawel Grünewaldt war ab 1895 Beauftragter der Russischen Robbenjagd-Genossenschaft auf Kamtschatka.

## Ehrungen
- Russischer Orden der Heiligen Anna III. Klasse (1832),[2] II. Klasse (1847)
- Orden des Heiligen Wladimir IV. Klasse (1838)[3]
- Sankt-Stanislaus-Orden II. Klasse (1840)[2]